# Papyrus 22
Papyrus 22 (in de nummering van Gregory-Aland) of 𝔓22, Oxyrhynchus Papyrus 1228, is een oude kopie van het Griekse Nieuwe Testament. Het Bijbelse handschrift is geschreven op papyrus. Het bevat de tekst van het Evangelie volgens Johannes, 15:25-16:2 en 16:21-32. Het manuscript wordt op grond van schrifttype vroeg in de derde eeuw gedateerd .

## Beschrijving
Het fragment is 18,5 x 5 cm groot, het bestaat uit twee naast elkaar gelegen kolommen van een rol; de keerzijde is blanco. De heilige namen worden afgekort. Er zijn geen leestekens.
De Griekse tekst vertegenwoordigt de (proto)-Alexandrijnse tekst. Aland beschrijft de tekst als normaal en plaatst het in categorie 1 van zijn Categorieën van manuscripten van het Nieuwe Testament. Dit manuscript levert een onafhankelijke tekst over. Het stemt vaak in met de Codex Sinaiticus maar de verschillen zijn het opmerken waard. Het bevat geen varianten die ook niet elders worden gevonden. Volgens Schofield laat het fragment zien dat de vroege papyri verschillende teksten raadpleegden, voordat de verschillende tekstfamilies zich uit hadden gekristalliseerd.
Het is gedigitaliseerd door de CSNTM in 2008.
Het wordt bewaard in de Glasgow University Library (MS Gen 1026) in Glasgow.